# Саидмуродов, Лутфилло Хабибуллоевич
Саидмуродов Лютфилло Хабибуллоевич (г.р. 14.09.1959) — доктор экономических наук, профессор, член — корреспондент Академии наук Республики Таджикистан, академик Инженерной академии Таджикистана, Академик Международной Инженерной академии.

## Биография
- 1981 — окончил Московский государственный университет им. М.В. Ломоносова (Российская Федерация). Специальность: экономист, преподаватель микро и макроэкономики, международного бизнеса;
- 1981 по 1994 гг. — ассистент, старший преподаватель, доцент кафедры экономической теории экономических факультетов Таджикского государственного национального университета;
- 1994 по 1996 гг. — доцент кафедры международных экономических отношений финансово-экономического факультета ТГНУ;
- 1996 по 2010 гг., заведующий кафедрой экономической теории, декан экономического факультета Института экономики Республики Таджикистан;
- В 2010—2015 годов был депутатом Парламента Республики Таджикистан, Председателем комитета на науке, образованию, культуре и молодежной политики Парламента Республики Таджикистан;
- С 2015 года по настоящее время является Директором института экономики и демографии Академии наук Республики Таджикистан.

## Научная и творческая деятельность
Опубликовал более 150 научных и научно-методических работ общим объемом более 240 п.л.,
- Глоссарий экономической, финансовой и бюджетной терминологии в законодательстве Республики Таджикистан . 2013;
- Таджикистан в переходный период: Роль макроэкономической политики в решении проблем бедности. Рига. 2014.
- Институты и развитие. Национальный Отчет по человеческому развитию 2011. (на тадж., русс. и англ. языках);
- Регионы Республики Таджикистан: теория и методология оценки. Монография. Под общей редакцией Саидмуродова Л. Х. 2012;
- Занятость в контексте человеческого развития. Национальный Отчет по человеческому развитию 2008—2009. Под редакцией Саидмурадова Л. Х. Душанбе 2009.
- Республика Таджикистан на пути к открытой экономике: очерки институционального анализа. 2008 г.
- Экономическая теория открытого хозяйства и проблемы современного Таджикистана. 2005 г.
- Внешнеэкономическая деятельность: анализ торговли инвестиций в Республике Таджикистан (Под общей редакцией Л. Х. Саидмурадова). 2006 г.
- Международная экономика: теория, история, политика. Учебник (на таджикском и русском языках). 2002 г.
- Международный бизнес: теория, практика, этика. Учебник (на таджикском и русском языках). 2002 г.

## Награды
- медалью «За заслуги»,
- знаком «Отличник народного образования Республики Таджикистан»,
- «Почетной Грамотой» Межпарламентской Ассамблеи Государств Содружества СНГ, Парламента Республики Таджикистан, Министерства образования Республики Таджикистан.[1]